# Aina mun pitää
"Aina mun pitää" é uma canção da banda finlandesa Pertti Kurikan Nimipäivät. A canção representou a Finlândia no Festival Eurovisão da Canção 2015, na 1ª semi-final, no dia 19 de Maio de 2015, em Viena, Áustria.

## Apresentação
Em 7 de janeiro de 2015 vazou que Pertti Kurikan Nimipäivät estaria entre os 18 concorrentes a competir na edição de 2015, com a música "Aina mun pitää". O videoclipe oficial foi apresentado em 13 de janeiro na conta da Vevo da banda e no canal do YouTube da UMK. Foi lançado no iTunes no dia seguinte.

## Composição
"Aina mun pitää" é uma música que dura um minuto e 27 segundos. Foi escrito por membros da banda de Pertti Kurikan Nimipäivät. A letra é sobre atividades diárias, como lavar a louça. É a música mais curta da história do festival, batendo o recorde anterior detido pela canção All do Reino Unido, com um minuto e 52 segundos.